# Черногорлый луговой трупиал
Черногорлый луговой трупиал (лат. Leistes defilippii) — вид птиц рода Leistes семейства трупиаловых. Подвидов не выделяют.

## Описание
Птицы длиной тела около 21 см. Масса 67,5—73,6 г. Вне сезона размножения может жить в группах. Гнездится на земле, среди трав. Питается семенами, насекомыми, личинками, жуками и др.

## Название
Видовое название дано в честь Филиппо де Филиппи.

## Среда обитания
Встречаются до высоты 900 м. Предпочитает луга и поля без кустов или деревьев, где могут устроиться хищники, что делает вид менее пластичным, так как птица не может адаптироваться к другим условиям и не использует для проживания модифицированную среду. Осенью и зимой большие стаи, от 100 до 300 особей совершают короткие перелёты и даже небольшие миграции к северу от Буэнос-Айреса. Весной они возвращаются на пастбища и луга, где происходят ежегодные процессы гнездования и размножения. По расположению гнёзд вид отличается от похожего на него вида Leistes loyca, с которым его часто путают. Когда птицы сидят, их почти невозможно различить, но во время полёта их различают по внутреннему окрасу перьев на крыльях: у данного вида верх крыльев чёрный, а у Leistes loyca — белый. Вид Leistes loyca может обитать на краю пастбищ, тогда как черногорлые луговые трупиалы, если поле начинают использовать в сельском хозяйстве, уходят и не возвращаются.

## Популяция
Популяция представителей данного вида уменьшается. Вид в немногочисленных группах встречается в Мисьонес, Корриентес, Энтре-Риос, части Чако, Санта-Фе, в окрестностях Буэнос-Айреса, на юго-востоке Бразилии и Уругвая, полностью занимая биом пампейских пастбищ — единственную из экосистем Аргентины, которая практически полностью исчезла. Иногда они отправляются в районы, где преобладают посевы сои, кукурузы или пшеницы, хотя обычно они не питаются зерном, при недостатке насекомых едят его. Птицы являются насекомоядными и предпочитают встречающихся на суше членистоногих. В 1991 г. вид уже считался редким, так как численность популяции этого вида быстро сокращается в результате преобразования ландшафта под сельскохозяйственные нужды. Часть полей для выпаса крупного рогатого скота на юго-западе Буэнос-Айреса, который фермеры не используют, являются одним из последних убежищ для находящегося под угрозой исчезновения вида.

## Охранный статус
МСОП присвоил виду охранный статус «находящиеся в уязвимом положении» (VU).